# Miroslav Kouřil
Miroslav Kouřil (* 16. listopadu 1960) je bývalý fotbalista, útočník a fotbalový trenér.

## Fotbalová kariéra
Hrál za Slávii Praha, SK Sigma Olomouc a na Kypru. V československé lize nastoupil ve 135 utkáních a dal 29 gólů, v kyperské lize v 72 utkáních a dal 35 gólů.

## Ligová bilance
| Ročník                                   | Zápasy | Góly | Klub             |
| ---------------------------------------- | ------ | ---- | ---------------- |
| 1. československá fotbalová liga 1985/86 | 22     | 2    | Slavia Praha     |
| 1. československá fotbalová liga 1986/87 | 24     | 2    | Slavia Praha     |
| 1. československá fotbalová liga 1987/88 | 28     | 12   | Sigma Olomouc    |
| 1. československá fotbalová liga 1988/89 | 28     | 4    | Sigma Olomouc    |
| 1. československá fotbalová liga 1989/90 | 27     | 9    | Sigma Olomouc    |
| 1. česká fotbalová liga 1993/94          | 6      | 0    | SK Sigma Olomouc |
| CELKEM                                   | 135    | 29   |                  |

## Trenérská kariéra
Trénoval 1. FK Drnovice, Panionios GSS, Fulnek, Třinec a 1. HFK Olomouc.